# Fani Polymeri
Fani Polymeri (Grieks: Φανή Πολυμέρη) (New York, 1964) is een Grieks zangeres.

## Biografie
Polymeri werd in 1964 geboren in de Amerikaanse stad New York, alwaar haar vader werkzaam is. In 1970 verhuist het gezin naar de Griekse hoofdstad Athene, waar ze een diploma in de informatica behaalt. In 1989 brengt ze haar eerste cd uit, met als titel Fani. In 1992 volgt een tweede, getiteld Leptomeries. Enige tijd later trekt ze zich terug uit de muziekwereld.
Fani Polymeri is vooral bekend geraakt dankzij haar deelname aan het Eurovisiesongfestival 1989 in het Zwitserse Lausanne. Samen met Yiannis Savvidakis werd ze door de Cypriotische openbare omroep uitgekozen om het eiland te vertegenwoordigen. Met het nummer Apopse as vrethoume eindigde het gelegenheidsduo op de elfde plaats.
1981: Island · 
1982: Anna Vissi · 
1983: Stavros & Konstandina · 
1984: Andy Paul · 
1985: Lia Vissi · 
1986: Elpida · 
1987: Alexia · 
1989: Fani Polymeri & Yiannis Savvidakis · 
1990: Haris Anastasiou · 
1991: Elena Patroklou · 
1992: Evridiki · 
1993: Zimboulakis & Van Beke · 
1994: Evridiki · 
1995: Alexandros Panayi · 
1996: Constantinos Christoforou · 
1997: Hara & Andreas Konstantinou · 
1998: Michalis Hatzigiannis · 
1999: Marlain · 
2000: Voice · 
2002: One · 
2003: Stelios Konstantas · 
2004: Lisa Andreas · 
2005: Constantinos Christoforou · 
2006: Annet Artani · 
2007: Evridiki · 
2008: Evdokia Kadi · 
2009: Christina Metaxa · 
2010: Jon Lilygreen & The Islanders · 
2011: Christos Mylordos · 
2012: Ivi Adamou · 
2013: Despina Olympiou · 
2015: Giannis Karagiannis · 
2016: Minus One · 
2017: Hovig · 
2018: Eleni Foureira · 
2019: Tamta · 
2021: Elena Tsagrinou · 
2022: Andromache · 
2023: Andrew Lambrou · 
2024: Silia Kapsis · 
2025: Theo Evan